# Pascal Lainé
Pascal Lainé (Anet, 10 de maio de 1942 – Paris, 30 de dezembro de 2024) foi um escritor francês, vencedor do prêmio Médicis em 1971 e do prêmio Goncourt em 1974

## Morte
Lainé morreu no dia 30 de dezembro de 2024, aos 82 anos.